# Vivien Leigh

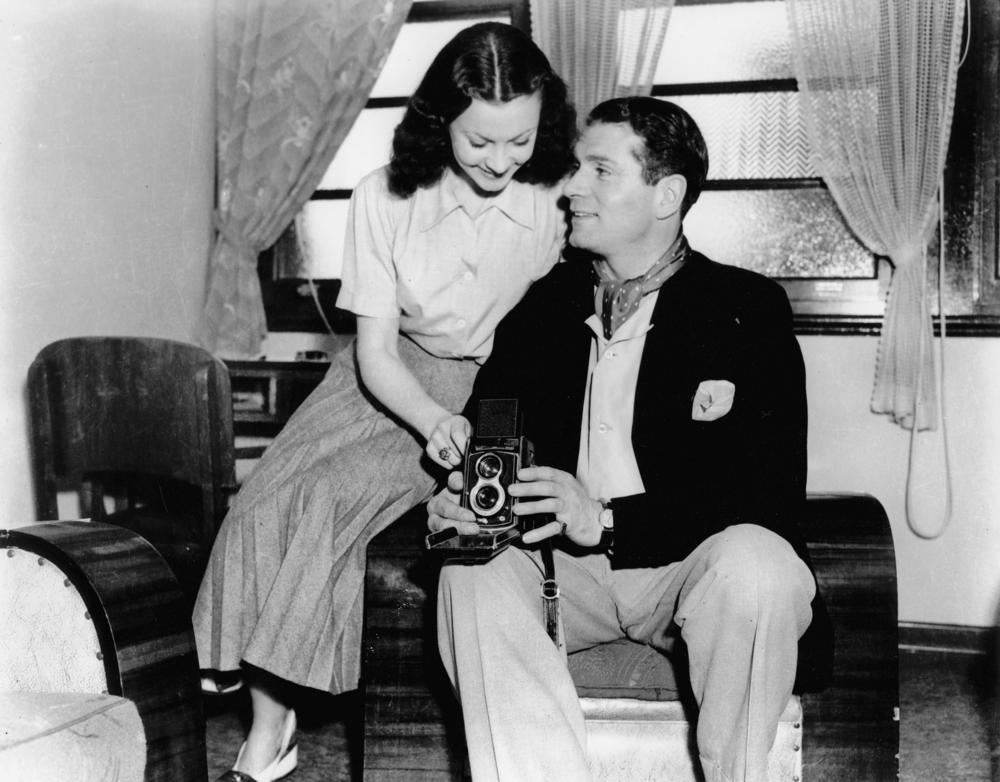
Vivien Leigh och maken Laurence Olivier 1948.

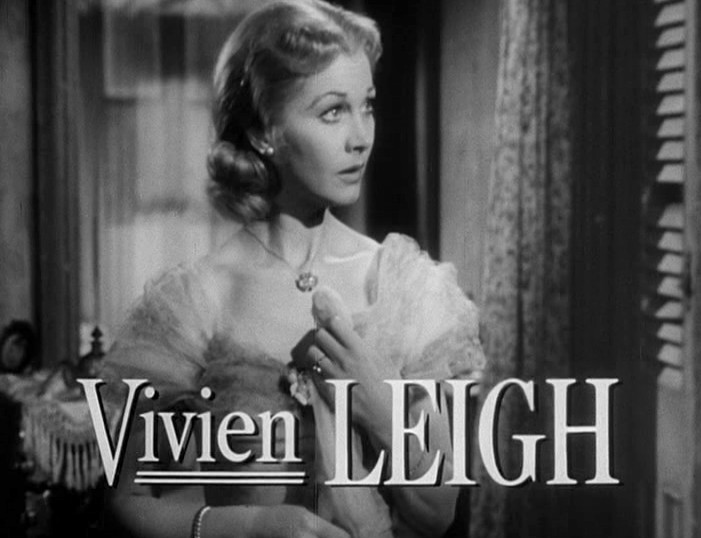
Vivien Leigh i Linje Lusta 1951.

Vivien Leigh, ursprungligen Vivian Mary Hartley, född 5 november 1913 i Darjeeling i Västbengalen i Brittiska Indien, död 8 juli 1967 i London, var en brittisk skådespelare.
Leigh var främst verksam vid teatern och under sin 30 år långa karriär spelade hon alltifrån hjältinnor i Noël Cowards och George Bernard Shaws komedier till klassiska Shakespeare-roller som Ofelia, Kleopatra, Julia och Lady Macbeth. Bland Leighs filmer märks Eld över England (1937), Borta med vinden (1939), Dimmornas bro (1940), Lady Hamilton (1941) och Linje Lusta (1951), där Vivien Leigh repriserade rollen hon spelat i Londons West End 1949.

## Biografi

### Uppväxt
Vivien Leigh föddes i Darjeeling, i det av Storbritannien koloniserade Indien, och bodde där sina första uppväxtår. Fadern Ernest Richard Hartley var en brittisk kavalleriofficer och aktiemäklare, som gifte sig med Vivien Leighs irländska mor Gertrude Robinson Yackje 1911. Föräldrarna ville resa hem till England, men på grund av första världskriget blev de kvar i Indien. År 1920 flyttade familjen till England, där Vivien Leighs mor ville att hennes dotter skulle gå i en klosterskola.
Bara lite drygt sex år gammal var hon en av de yngsta eleverna och skolan i Londons sydvästra del blev ingen positiv upplevelse för henne. Miljöombytet från Indien till storstaden var också kännbart. Hon fann tröst i vänskapen med den två år äldre klasskamraten Maureen O’Sullivan. Vid något tillfälle tog O'Sullivans mor med sig de båda flickorna till en pjäs på Londons West End. Det var där som Vivien Leigh beslutade sig för att bli skådespelare. Både som barn och tonåring uppträdde hon med sång och teaterstycken i de skol- och amatör- och välgörenhetstillställningar där tillfälle gavs. Hon läste mycket, hörde på radiosänd teater och fick på egen begäran se mer teater än de flesta andra ungdomar.
År 1932, strax innan hon fyllde 19, träffade Vivien Leigh den 13 år äldre statsjuristen Herbert Leigh Holman. De gifte sig 1932 och året därpå fick de dottern Suzanne, som senare (1957) gifte sig med försäkringsmäklaren Robin Farrington. Trots moderskapet minskade inte Vivien Leighs ambitioner att bli skådespelare. År 1935 tog hon sin makes första efternamn då hon fick sin första roll som Rose Venables i filmen The Village Squire. Därefter medverkade hon i filmerna Things Are Looking Up (1935), Look Up and Laugh (1935) och Gentlemen's Agreement (1935). En producent föreslog samma år Vivian Leigh att skriva sitt förnamn Vivien, vilket hon gjorde.

### Filmstjärna
Under inspelningen av Eld över England 1936 träffade Vivien Leigh sin motspelare Laurence Olivier och blev förälskad. De var då båda gifta på varsitt håll. Mot slutet av 1938 åkte Laurence Olivier till USA för att göra filmen Svindlande höjder (1939). Samtidigt fick Vivien Leigh huvudrollen som Scarlett O'Hara i Borta med vinden (1939). Vivien Leighs tolkning av Scarlett O'Hara blev en egensinnig och färgstark skildring. För rollen tilldelades hon en Oscar för bästa kvinnliga huvudroll. Med den ständigt omskrivne Clark Gable hade hon där också utfört en av filmhistoriens mest klassiska kyssar. Leighs världsberömmelse som filmstjärna var ett faktum och endast i hemlandet England var hon i princip lika känd som Shakespeare-tolkare på teaterscener.
År 1940 gifte Leigh och Olivier sig. Samma år medverkade Vivien Leigh i två filmer. I Romeo och Julia spelar Laurence Olivier mot Vivien Leigh och i Dimmornas bro skildrar Vivien Leigh en ballerina, som blir förälskad i en överklasssoldat, spelad av Robert Taylor. Rollen var den första av många där hennes rollfigur drabbades av mental kollaps; ironiskt nog speglar det hennes egna affektiva anfall och enstaka psykoser.
År 1941 var Laurence Olivier och Vivien Leigh motspelare i Lady Hamilton. Därefter berodde några års bortavaro från Hollywood på att hon 1942, under kriget, återvände till hemlandet England och tjänstgjorde som sköterska. Återkomsten i filmstudios blev sedan i den brittiska produktionen Caesar och Cleopatra (1946), där motspelaren var Claude Rains, och i den likaledes brittiska Anna Karenina (1948).

### Senare år
Vivien Leighs nästa stora framgång blev den bräckliga Blanche Du Bois i Elia Kazans film av Tennessee Williams Linje Lusta (1951). Vivien Leigh fick en andra Oscar för bästa kvinnliga huvudroll. Därefter kom fler filmer om känslomässigt instabila kvinnor, Kärlek utan nåd (1955) där hon spelade frustrerad självmordsbenägen hustru, Hennes italienske älskare (1961), baserad på en berättelse av Tennessee Williams om en elegant medelålders skådespelerska som är ett perfekt byte för gigolon spelad av Warren Beatty. I Stanley Kramers film Narrskeppet (1966) spelade Vivien Leigh en bitter och flirtig skild kvinna.
Vivien Leighs lyckligaste period i livet sedan hon debuten var när hon och Laurence Olivier turnerade med Old Vic-företaget i slutet av 1940 och början av 50-talet i pjäser som Skola för skandal, Antonius och Cleopatra, Caesar och Cleopatra, Richard III och Antigone. Vivien Leigh fick regi av Laurence Olivier i The Sleeping Prince (1953) av Terence Rattigan.
Vivien Leigh fick ytterligare några mindre framgångar med Duel of Angels (1958) och Look after Lulu (1959) regisserade av Noël Coward. År 1963 gjorde hon sin musikaliska scendebut i Tovarich, en amerikansk produktion, och vann en Tony Award. Vivien Leighs sista framträdande blev i Ivanov (1966).
Vivien Leighs privatliv var lika stormigt som flera av hennes rollfigurers. Efter 20 år skilde hon sig från Laurence Olivier 1961. Vivien Leigh levde med John Merivale från 1959 fram till sin död vid 53 års ålder. Hon avled 1967 av tuberkulos i Belgravia i London.

## Filmografi
| År   | Svensk titel              | Originaltitel                               | Anmärkningar |
| ---- | ------------------------- | ------------------------------------------- | --- |
| 1935 |                           | Gentlemen's Agreement                       | |
| 1935 |                           | Things Are Looking Up                       | Ej krediterad |
| 1935 | The Village Squire        |                                             | |
| 1935 | Look Up and Laugh         |                                             | |
| 1937 | Eld över England          | Fire Over England                           | |
| 1937 | Spioncentral Stockholm    | Dark Journey                                | |
| 1937 | Storm i en tekopp         | Storm in a Teacup                           | |
| 1938 | En yankee i Oxford        | A Yank at Oxford                            | |
| 1938 | Dansösen från gatan       | Sidewalks of London eller St. Martin's Lane | |
| 1939 | Borta med vinden          | Gone with the Wind                          | Vann en Oscar för bästa kvinnliga huvudroll |
| 1940 | Mannen och hans samvete   | 21 Days                                     | |
| 1940 | Dimmornas bro             | Waterloo Bridge                             | |
| 1941 | Lady Hamilton             | That Hamilton Woman                         | |
| 1945 | Caesar och Cleopatra      | Caesar and Cleopatra                        | |
| 1948 | Anna Karenina             | Anna Karenina                               | |
| 1951 | Linje Lusta               | A Streetcar Named Desire                    | Vann en Oscar för bästa kvinnliga huvudroll Vann en BAFTA Award för bästa brittiska kvinnliga huvudroll Vann Volpipokalen för bästa kvinnliga skådespelare Nominerad till en Golden Globe Award för bästa kvinnliga huvudroll – drama |
| 1955 | Kärlek utan nåd           | The Deep Blue Sea                           | |
| 1961 | Hennes italienske älskare | The Roman Spring of Mrs. Stone              | |
| 1965 | Narrskeppet               | Ship of Fools                               | |